# Asedio de Wexford
El saqueo de Wexford ocurrió en octubre de 1649, durante la conquista parlamentaria de Irlanda, cuando el nuevo ejército modelo, bajo el mando de Oliver Cromwell, tomó la ciudad de Wexford. Las tropas inglesas parlamentarias asaltaron por sorpresa la ciudad, (masacrando tanto a civiles como a soldados) mientras el comandante de la guarnición (que no había ordenado el ataque) intentaba negociar una rendición. Los hombres de Cromwell quemaron la mayor parte del pueblo y destruyeron su puerto. Este asedio tanto como el llevado a cabo en Drogheda, son todavía recordados en Irlanda como una atrocidad infame.

## Preludio
Wexford estuvo ocupada por las fuerzas irlandesas a través de las guerras confederadas durante la rebelión de 1641. En 1642, unos 1 500 nativos se acuartelaron en la ciudad a la espera de los rebeldes. Lord Mountgarret, el comandante local del régimen de los católicos confederados, ordenó a los protestantes abandonar la ciudad. Alrededor de unos 80 británicos refugiados se ahogaron cuando el barco que los estaba evacuando se hundió de repente.
Wexford era también la base de una flota de corsarios confederados que arrasaron a los navíos parlamentarios ingleses y contribuyeron en un 10% en su saqueo a favor del gobierno confederado. Hacia 1649 había alrededor de unas cuarenta embarcaciones operando desde la ciudad, muchas de ellas, originarias de Dunkirk, que se sintieron atraídas hacia Wexford por la perspectiva del saqueo. Los Parlamentaristas informaron de que las incursiones de los corsarios perturbaron bastante el tráfico marítimo entre Dublín, Liverpool y Chester. Los corsarios confederados le hicieron la guerra sucia a las fuerzas inglesas parlamentarias. En 1642, las naves parlamentarias comenzaron a lanzar a marineros capturados de Wexford por la borda con sus manos atadas. En represalia, los confederados amenazaron con matar alrededor de 170 prisioneros ingleses que tenían en Wexford si dichas matanzas continuaban.
En 1648, los Confederados y los caballeros realistas firmaron un tratado uniendo sus fuerzas contra el parlamento inglés. Después del asentamiento de Cromwell en agosto de 1649, Wexford se convirtió en objetivo clave para los Parlamentarios, siendo un puerto importante para la alianza Realista y una base para los corsarios.

## Asedio y saqueo de Wexford
Cromwell llegó a Wexford el 2 de octubre de 1649 con alrededor de 6 000 hombres, ocho máquinas de asedio y dos morteros. El 6 de octubre, concentró sus fuerzas en las alturas para supervisar la parte sur del final de la ciudad. La guarnición de Wexford consistía inicialmente en 1 500 soldados Confederados bajo el mando de David Sinnot. Sin embargo, la moral de la ciudad era baja - quizás por haber tenido noticias de la caída de Drogheda el 11 de septiembre - y muchos de los civiles querían rendirse. Parece ser que Sinnot quedó exhausto negociando las condiciones de rendición con Cromwell y mientras tanto, la ciudad fue reforzada hasta llegar a los 4 800 hombres que tenía el 11 de octubre. Además, el principal ejército realista bajo el mando de James Butler se encontraba en las cercanías, en New Ross.
Sinnot insistió en varias condiciones para rendirse y entregar la ciudad, pero Cromwell no las aceptaba, incluyendo la libre práctica de la religión católica, la evacuación de la guarnición con sus armas y el pasaje seguro de la flota de corsarios hasta un puerto amigo. Las negociaciones se reabrieron cuando la artillería de Cromwell abrió dos brechas en las murallas del castillo de Wexford, dejando el paso abierto para el asalto. Sin embargo, mientras las negociaciones de rendición continuaban, los hombres de Cromwell inesperadamente y sin previa orden del mismo atacaron y saquearon la ciudad.